# WWE King of the Ring
WWE King of the Ring – cykl gal profesjonalnego wrestlingu produkowanych co czerwiec (z wyjątkiem 2015) w latach 1993–2002; 2015; 2024 przez World Wrestling Entertainment i nadawanych na żywo systemie pay-per-view. Podczas gal organizuje się turniej eliminacyjny King of the Ring wyłaniający "króla ringu", a od 2024 roku turniej eliminacyjny Queen of the Ring wyłaniający "królową ringu". Cykl rozpoczął się w czerwcu 1993.

## Lista gal
| Gala                                           | Lokalizacja                   | Arena                      | Walka wieczoru |
| ---------------------------------------------- | ----------------------------- | -------------------------- | --- |
| King of the Ring (1993) 13 czerwca 1993        | Dayton, Ohio                  | Nutter Center              | Bret Hart vs. Bam Bam Bigelow Finał turnieju King of the Ring (1993)                                                                                   |
| King of the Ring (1994) 19 czerwca 1994        | Baltimore, Maryland           | Baltimore Arena            | Jerry Lawler vs. Roddy Piper Singles match |
| King of the Ring (1995) 25 czerwca 1995        | Filadelfia, Pensylwania       | The Spectrum               | Sycho Sid i Tatanka vs. Diesel i Bam Bam Bigelow Tag team match                                                                                        |
| King of the Ring (1996) 23 czerwca 1996        | Milwaukee, Wisconsin          | MECCA Arena                | Shawn Michaels (c) vs. The British Bulldog Singles match o WWF Championship z sędzią specjalnym Mr. Perfectem                                          |
| King of the Ring (1997) 8 czerwca 1997         | Providence, Rhode Island      | Providence Civic Center    | The Undertaker (c) vs. Faarooq Singles match o WWF Championship                                                                                        |
| King of the Ring (1998) 28 czerwca 1998        | Pittsburgh, Pensylwania       | Pittsburgh Civic Arena     | Stone Cold Steve Austin (c) vs. Kane First Blood match o WWF Championship                                                                              |
| King of the Ring (1999) 27 czerwca 1999        | Greensboro, Karolina Północna | Greensboro Coliseum        | Mr. McMahon i Shane McMahon vs. Stone Cold Steve Austin Handicap Ladder match o kontrolę nad World Wrestling Federation                                |
| King of the Ring (2000) 25 czerwca 2000        | Boston, Massachusetts         | Fleet Center               | The McMahon-Helmsley Faction (Triple H (c), Shane McMahon i Mr. McMahon) vs. The Rock, Kane i The Undertaker Six-man tag team match o WWF Championship |
| King of the Ring (2001) 24 czerwca 2001        | East Rutherford, New Jersey   | Continental Airlines Arena | Stone Cold Steve Austin (c) vs. Chris Jericho vs. Chris Benoit Triple Threat match o WWF Championship                                                  |
| King of the Ring (2002) 23 czerwca 2002        | Columbus, Ohio                | Nationwide Arena           | The Undertaker (c) vs. Triple H Singles match o WWE Undisputed Championship                                                                            |
| King of the Ring (2015) 28 kwietnia 2015       | Moline, Illinois              | iWireless Center           | Bad News Barrett vs. Neville Finał turnieju King of the Ring (2015)                                                                                    |
| King and Queen of the Ring (2024) 25 maja 2024 | Dżudda, Arabia Saudyjska      | Jeddah Super Dome          | Cody Rhodes (c) vs. Logan Paul Singles match o Undisputed WWE Championship                                                                             |

## Wyniki gal

### 1993
King of the Ring (1993) – gala wrestlingu wyprodukowana przez World Wrestling Federation (WWF). Odbyła się 13 czerwca 1993 w Nutter Center w Dayton w stanie Ohio. Emisja była przeprowadzana na żywo w systemie pay-per-view. Była to pierwsza gala w chronologii cyklu King of the Ring.
Podczas gali odbyło się dziesięć walk, w tym jedna nietransmitowana w telewizji. W walce wieczoru Bret Hart pokonał Bam Bam Bigelowa i wygrał turniej King of the Ring (1993). Oprócz tego Shawn Michaels obronił WWF Intercontinental Championship pokonując Crusha, zaś Yokozuna pokonał Hulka Hogana i odebrał mu WWF Championship.
| Nr                                                                                    | Wyniki | Stypulacje                                                  | Czas  |
| ------------------------------------------------------------------------------------- | --- | ----------------------------------------------------------- | ----- |
| 1D                                                                                    | Papa Shango (c) pokonał Owena Harta | Singles match o USWA Unified World Heavyweight Championship | –     |
| 2                                                                                     | Bret Hart pokonał Razor Ramona | Ćwierćfinał turnieju King of the Ring                       | 10:25 |
| 3                                                                                     | Mr. Perfect pokonał Mr. Hughesa (z Harveyem Wipplemanem) przez dyskwalifikację | Ćwierćfinał turnieju King of the Ring                       | 6:02  |
| 4                                                                                     | Bam Bam Bigelow pokonał Jima Duggana | Ćwierćfinał turnieju King of the Ring                       | 4:59  |
| 5                                                                                     | Lex Luger vs. Tatanka zakończyło się remisem po upływie limitu czasowego | Ćwierćfinał turnieju King of the Ring                       | 15:00 |
| 6                                                                                     | Bret Hart pokonał Mr. Perfecta | Półfinał turnieju King of the Ring                          | 18:56 |
| 7                                                                                     | Yokozuna (z Mr. Fujim) pokonał Hulka Hogana (c) (z Jimmym Hartem) | Singles match o WWF Championship                            | 13:08 |
| 8                                                                                     | The Steiner Brothers (Rick i Scott) oraz The Smoking Gunns (Billy i Bart) pokonali Money Inc. (Teda DiBiasego i Irwina R. Schystera) oraz The Headshrinkers (Samu i Fatu) (z Afą) | Eight-man tag team match                                    | 6:49  |
| 9                                                                                     | Shawn Michaels (c) (z Dieselem) pokonał Crusha | Singles match o WWF Intercontinental Championship           | 11:14 |
| 10                                                                                    | Bret Hart pokonał Bam Bam Bigelowa | Finał turnieju King of the Ring                             | 18:11 |
| (c) – mistrz/mistrzyni przed walkąD – walka była dark matchem (nietransmitowana w TV) | |                                                             |       |

### 1994
King of the Ring (1994) – gala wrestlingu wyprodukowana przez World Wrestling Federation (WWF). Odbyła się 19 czerwca 1994 w Baltimore Arena w Baltimore w stanie Maryland. Emisja była przeprowadzana na żywo w systemie pay-per-view. Była to druga gala w chronologii cyklu King of the Ring.
Podczas gali odbyło się jedenaście walk, w tym jedna nietransmitowana w telewizji. W walce wieczoru Roddy Piper pokonał Jerry’ego Lawlera. Oprócz tego Owen Hart pokonał Razor Ramona i wygrał turniej King of the Ring (1994), zaś Diesel pokonał Breta Harta przez dyskwalifikację i nie odebrał mu WWF Championship.
| Nr                                                                                    | Wyniki | Stypulacje                                 | Czas  |
| ------------------------------------------------------------------------------------- | --- | ------------------------------------------ | ----- |
| 1D                                                                                    | Thurman Plugg pokonał Kwanga (z Harveyem Wipplemanem)                                                               | Singles match                              | –     |
| 2                                                                                     | Razor Ramon pokonał Bam Bam Bigelowa (z Luną Vachon                                                                 | Ćwierćfinał turnieju King of the Ring      | 8:24  |
| 3                                                                                     | Irwin R. Schyster pokonał Mabela (z Oscarem)                                                                        | Ćwierćfinał turnieju King of the Ring      | 5:34  |
| 4                                                                                     | Owen Hart pokonał Tatankę                                                                                           | Ćwierćfinał turnieju King of the Ring      | 8:18  |
| 5                                                                                     | The 1–2–3 Kid pokonał Jeffa Jerretta                                                                                | Ćwierćfinał turnieju King of the Ring      | 4:39  |
| 6                                                                                     | Diesel (z Shawnem Michaelsem) pokonał Breta Harta (c) (z Jimem Neidhartem) przez dyskwalifikację                    | Singles match o WWF Championship           | 22:51 |
| 7                                                                                     | Razor Ramon pokonał Irwin R. Schystera                                                                              | Półfinał turnieju King of the Ring         | 5:13  |
| 8                                                                                     | Owen Hart pokonał The 1–2–3 Kida                                                                                    | Półfinał turnieju King of the Ring         | 3:37  |
| 9                                                                                     | The Headshrinkers (Fatu i Samu) (c) (z Afą i Lou Albano) pokonali Crusha i Yokozunę (z Jimem Cornettem i Mr. Fujim) | Tag team match o WWF Tag Team Championship | 6:49  |
| 10                                                                                    | Owen Hart pokonał Razor Ramona                                                                                      | Finał turnieju King of the Ring            | 6:35  |
| 11                                                                                    | Roddy Piper pokonał Jerry’ego Lawlera                                                                               | Singles match                              | 12:30 |
| (c) – mistrz/mistrzyni przed walkąD – walka była dark matchem (nietransmitowana w TV) | |                                            |       |

### 1995
King of the Ring (1995) – gala wrestlingu wyprodukowana przez World Wrestling Federation (WWF). Odbyła się 25 czerwca 1995 w The Spectrum w Filadelfii w stanie Pensylwania. Emisja była przeprowadzana na żywo w systemie pay-per-view. Była to trzecia gala w chronologii cyklu King of the Ring.
Podczas gali odbyło się dziewięć walk, w tym jedna będąca częścią pre-show Sunday Night Slam. W walce wieczoru Bam Bam Bigelow i Diesel pokonali Sycho Sida i Tatankę. Oprócz tego Mabel pokonał Savio Vegę i wygrał turniej King of the Ring (1995).
| Nr                                                                                            | Wyniki | Stypulacje                               | Czas  |
| --------------------------------------------------------------------------------------------- | --- | ---------------------------------------- | ----- |
| 1S                                                                                            | Savio Vega (z Razor Ramonem) pokonał Irwina R. Schystera (z Tedem DiBiasem)                                  | Pierwsza runda turnieju King of the Ring | 5:01  |
| 2                                                                                             | Savio Vega (z Razor Ramonem) pokonał Yokozunę (z Jimem Cornettem i Mr. Fujim) poprzez wyliczenie pozaringowe | Ćwierćfinał turnieju King of the Ring    | 8:24  |
| 3                                                                                             | The Roadie (z Jeffem Jarrettem) pokonał Boba Holly’ego                                                       | Ćwierćfinał turnieju King of the Ring    | 7:11  |
| 4                                                                                             | Kama (z Tedem DiBiasem) vs. Shawn Michaels zakończyło się remisem po upływie limitu czasowego                | Ćwierćfinał turnieju King of the Ring    | 15:00 |
| 5                                                                                             | Mabel (z Mo) pokonał The Undertakera (z Paulem Bearerem)                                                     | Ćwierćfinał turnieju King of the Ring    | 10:44 |
| 6                                                                                             | Savio Vega (z Razor Ramonem) pokonał The Roadiego (z Jeffem Jarrettem)                                       | Półfinał turnieju King of the Ring       | 6:36  |
| 7                                                                                             | Bret Hart pokonał Jerry’ego Lawlera poprzez submission                                                       | Kiss my Foot match                       | 9:20  |
| 8                                                                                             | Mabel (z Mo) pokonał Savio Vegę (z Razor Ramonem)                                                            | Finał turnieju King of the Ring          | 8:32  |
| 9                                                                                             | Bam Bam Bigelow i Diesel pokonali Sycho Sida i Tatankę                                                       | Tag team match                           | 17:35 |
| (c) – mistrz/mistrzyni przed walkąS – walka była transmitowana przed PPV na Sunday Night Slam | |                                          |       |

### 1996
King of the Ring (1996) – gala wrestlingu wyprodukowana przez World Wrestling Federation (WWF). Odbyła się 23 czerwca 1996 w MECCA Arena w Milwaukee w stanie Wisconsin. Emisja była przeprowadzana na żywo w systemie pay-per-view. Była to czwarta gala w chronologii cyklu King of the Ring.
Podczas gali odbyło się dziesięć walk, w tym jedna nietransmitowana w telewizji oraz jedna będąca częścią pre-show Free for All. W walce wieczoru Shawn Michaels pokonał The British Bulldoga i obronił WWF Championship. Oprócz tego Stone Cold Steve Austin pokonał Jake’a  Robertsa i wygrał turniej King of the Ring (1996) oraz Ahmed Johnson pokonał Goldusta i odebrał mu WWF Intercontinental Championship.
| Nr | Wyniki | Stypulacje                                                         | Czas  |
| --- | --- | ------------------------------------------------------------------ | ----- |
| 1F | The Bodydonnas (Skip i Zip) (z Kloudim) pokonali The New Rockers (Leifa Cassidy’ego i Marty’ego Jannetty’ego)                                 | Tag team match                                                     | 8:06  |
| 2D | Hunter Hearst Helmsley pokonał Aldo Montoyę                                                                                                   | Singles match                                                      | 3:00  |
| 3 | Stone Cold Steve Austin pokonał Marca Mero (z Sable)                                                                                          | Półfinał turnieju King of the Ring                                 | 16:49 |
| 4 | Jake Roberts pokonał Vadera (z Jimem Cornettem) przez dyskwalifikację                                                                         | Półfinał turnieju King of the Ring                                 | 3:34  |
| 5 | The Smoking Gunns (Billy i Bart Gunn) (c) (z Sunny) pokonali The Godwinns (Henry’ego O. Godwinna i Phineasa I. Godwinna) (z Hillbillym Jimem) | Tag team match o WWF Tag Team Championship                         | 10:10 |
| 6 | The Ultimate Warrior pokonał Jerry’ego Lawlera                                                                                                | Singles match                                                      | 3:50  |
| 7 | Mankind pokonał The Undertakera (z Paulem Bearerem)                                                                                           | Singles match                                                      | 18:21 |
| 8 | Ahmed Johnson pokonał Goldusta (c) (z Marleną)                                                                                                | Singles match o WWF Intercontinental Championship                  | 15:34 |
| 9 | Stone Cold Steve Austin pokonał Jake’a Robertsa                                                                                               | Finał turnieju King of the Ring                                    | 4:28  |
| 10 | Shawn Michaels (c) (z José Lothario) pokonał The British Bulldoga (z Dianą Smith i Jimem Cornettem)                                           | Singles match o WWF Championship z sędzią specjalnym Mr. Perfectem | 4:28  |
| (c) – mistrz/mistrzyni przed walkąD – walka była dark matchem (nietransmitowana w TV)F – walka była transmitowana przed PPV na Free for All | |                                                                    |       |

### 1997
King of the Ring (1997) – gala wrestlingu wyprodukowana przez World Wrestling Federation (WWF). Odbyła się 8 czerwca 1997 w Providence Civic Center w Providence w stanie Rhode Island. Emisja była przeprowadzana na żywo w systemie pay-per-view. Była to piąta gala w chronologii cyklu King of the Ring.
Podczas gali odbyło się osiem walk, w tym jedna będąca częścią pre-show Free for All. W walce wieczoru The Undertaker pokonał Faarooqa i obronił WWF Championship. Oprócz tego Hunter Hearst Helmsley pokonał Mankinda i wygrał turniej King of the Ring (1997).
| Nr                                                                                       | Wyniki | Stypulacje                         | Czas  |
| ---------------------------------------------------------------------------------------- | --- | ---------------------------------- | ----- |
| 1F                                                                                       | The Headbangers (Mosh i Thrasher) pokonali Barta Gunna i Jessego Jamesa                                                        | Tag team match                     | 6:10  |
| 2                                                                                        | Hunter Hearst Helmsley (z Chyną) pokonał Ahmeda Johnsona                                                                       | Półfinał turnieju King of the Ring | 7:42  |
| 3                                                                                        | Mankind pokonał Jerry’ego Lawlera poprzez submission                                                                           | Półfinał turnieju King of the Ring | 10:24 |
| 4                                                                                        | Goldust (z Marleną) pokonał Crusha (z Clarence Mason and D’Lo Brownem)                                                         | Singles match                      | 9:56  |
| 5                                                                                        | The Hart Foundation (The British Bulldog, Jim Neidhart i Owen Hart) pokonali The Legion of Doom (Animala i Hawka) i Sycho Sida | Six-man tag team match             | 13:37 |
| 6                                                                                        | Hunter Hearst Helmsley (z Chyną) pokonał Mankinda                                                                              | Finał turnieju King of the Ring    | 19:26 |
| 7                                                                                        | Shawn Michaels vs. Stone Cold Steve Austin zakończyło się podwójną dyskwalifikacją                                             | Singles match                      | 22:29 |
| 8                                                                                        | The Undertaker (c) (z Paulem Bearerem) pokonał Faarooqa (z Crushem, Clarence Mason, D’Lo Brownem i Savio Vegą)                 | Singles match o WWF Championship   | 13:44 |
| (c) – mistrz/mistrzyni przed walkąF – walka była transmitowana przed PPV na Free for All | |                                    |       |

### 1998
King of the Ring (1998) – gala wrestlingu wyprodukowana przez World Wrestling Federation (WWF). Odbyła się 28 czerwca 1998 w Pittsburgh Civic Arena w Pittsburgh w stanie Pensylwania. Emisja była przeprowadzana na żywo w systemie pay-per-view. Była to szósta gala w chronologii cyklu King of the Ring.
Podczas gali odbyło się dziewięć walk. Walką wieczoru był First Blood match o WWF Championship w którym Kane pokonał Stone Colda Steve’a Austina. Oprócz tego odbył się Hell in a Cell match w którym The Undertaker pokonał Mankinda oraz Ken Shamrock pokonał The Rocka i wygrał turniej King of the Ring (1998).
| Nr                                                                                       | Wyniki | Stypulacje                                                                            | Czas  |
| ---------------------------------------------------------------------------------------- | --- | ------------------------------------------------------------------------------------- | ----- |
| 1F                                                                                       | The Headbangers (Mosh i Thrasher) i Taka Michinoku pokonali Kaientai (Funakiego, Men’s Teioha i Dick Togo)                                       | Six-man tag team match                                                                | 6:44  |
| 2                                                                                        | Ken Shamrock pokonał Jeffa Jarretta (z Tennessee Lee) poprzez submission                                                                         | Półfinał turnieju King of the Ring                                                    | 7:42  |
| 3                                                                                        | The Rock defeated Dan Severna | Półfinał turnieju King of the Ring                                                    | 4:25  |
| 4                                                                                        | Too Much (Brian Christopher i Scott Taylor) pokonali Al Snowa i Heada                                                                            | Tag team match z sędzią specjalnym Jerrym Lawlerem                                    | 8:26  |
| 5                                                                                        | X-Pac (z Chyną) pokonał Owena Harta | Singles match                                                                         | 8:30  |
| 6                                                                                        | The New Age Outlaws (Billy Gunn i Road Dogg) (c) (z Chyną) pokonali The Midnight Express (Bodaciousa Barta i Bombastic Boba) (z Jimem Cornettem) | Tag team match o WWF Tag Team Championship                                            | 19:26 |
| 7                                                                                        | Ken Shamrock pokonał The Rocka poprzez submission                                                                                                | Finał turnieju King of the Ring                                                       | 22:29 |
| 8                                                                                        | The Undertaker pokonał Mankinda | Hell in a Cell match                                                                  | 17:00 |
| 9                                                                                        | Kane (z Paulem Bearerem) pokonał Stone Colda Steve’a Austina (c)                                                                                 | First Blood match o WWF Championship Jeśli Kane przegra, musi wysłać siebie do ognia. | 15:58 |
| (c) – mistrz/mistrzyni przed walkąF – walka była transmitowana przed PPV na Free for All | |                                                                                       |       |

### 1999
King of the Ring (1999) – gala wrestlingu wyprodukowana przez World Wrestling Federation (WWF). Odbyła się 27 czerwca 1999 w Greensboro Coliseum w Greensboro w stanie Karolina Północna. Emisja była przeprowadzana na żywo w systemie pay-per-view. Była to siódma gala w chronologii cyklu King of the Ring.
Podczas gali odbyło się piętnaście walk, w tym jedna nietransmitowana w telewizji oraz cztery będące częścią niedzielnej tygodniówki Sunday Night Heat. W walce wieczoru Mr. McMahon i Shane McMahon pokonali Stone Colda Steve’a Austina w 2-on-1 Handicap Ladder matchu o kontrolę nad World Wrestling Federation. Oprócz tego The Undertaker pokonał The Rocka i obronił WWF Championship oraz Billy Gunn pokonał X-Paca i wygrał turniej King of the Ring (1999).
| Nr | Wyniki | Stypulacje                                                           | Czas  |
| --- | --- | -------------------------------------------------------------------- | ----- |
| 1D | Meat (z Jacqueline i Terri Runnels) pokonał Kurta Angle’a                                                                                  | Singles match                                                        | –     |
| 2H | The Brood (Christian i Edge) (z Gangrelem) vs. The Hardy Boyz (Jeff Hardy i Matt Hardy) (z Michaelem Hayesem) zakończyło się bez rezultatu | Tag team match wyłaniający pretendentów do WWF Tag Team Championship | 1:28  |
| 3H | The Corporate Ministry (Mideon i Viscera) pokonali Big Boss Mana                                                                           | Handicap match                                                       | 1:47  |
| 4H | Prince Albert (z Drozem) pokonał Val Venisa                                                                                                | Singles match                                                        | 1:57  |
| 5H | Ken Shamrock pokonał Shane’a McMahona przez dyskwalifikację                                                                                | Singles match                                                        | 0:47  |
| 6 | X-Pac pokonał Hardcore Holly’ego przez dyskwalifikację                                                                                     | Ćwierćfinał turnieju King of the Ring                                | 3:02  |
| 7 | Kane pokonał Big Showa | Ćwierćfinał turnieju King of the Ring                                | 6:36  |
| 8 | Billy Gunn pokonał Kena Shamrocka | Ćwierćfinał turnieju King of the Ring                                | 3:37  |
| 9 | Road Dogg pokonał Chynę (z Triple H’em) | Ćwierćfinał turnieju King of the Ring                                | 13:21 |
| 10 | The Hardy Boyz (Jeff Hardy i Matt Hardy) (z Michaelem Hayesem) pokonali The Brood (Christiana i Edge’a) (z Gangrelem)                      | Tag team match wyłaniający pretendentów do WWF Tag Team Championship | 4:49  |
| 11 | Billy Gunn pokonał Kane’a | Półfinał turnieju King of the Ring                                   | 5:25  |
| 12 | X-Pac pokonał Road Dogga | Półfinał turnieju King of the Ring                                   | 3:08  |
| 13 | The Undertaker (z Paulem Bearerem) pokonał The Rocka                                                                                       | Singles match o WWF Championship                                     | 19:11 |
| 14 | Billy Gunn pokonał X-Paca | Finał turnieju King of the Ring                                      | 5:33  |
| 15 | Mr. McMahon i Shane McMahon pokonali Stone Colda Steve’a Austina                                                                           | Handicap Ladder match o kontrolę nad World Wrestling Federation      | 17:13 |
| (c) – mistrz/mistrzyni przed walkąD – walka była dark matchem (nietransmitowana w TV)H – walka była transmitowana przed PPV na Sunday Night Heat | |                                                                      |       |

### 2000
King of the Ring (2000) – gala wrestlingu wyprodukowana przez World Wrestling Federation (WWF). Odbyła się 25 czerwca 2000 w Fleet Center w Bostonie w stanie Massachusetts. Emisja była przeprowadzana na żywo w systemie pay-per-view. Była to ósma gala w chronologii cyklu King of the Ring.
Podczas gali odbyło się jedenaście walk. Walką wieczoru był Six-man tag team match o WWF Championship w którym The Rock, Kane i The Undertaker pokonali Mr. McMahona, Shane’a McMahona i Triple H’a, a tytuł zdobył The Rock przypinając Mr. McMahona. Oprócz tego Kurt Angle pokonał Rikishiego i wygrał turniej King of the Ring (2000) oraz Edge i Christian wygrali Fatal-4-Way elimination match i zdobyli WWF Tag Team Championship.
| Nr                                 | Wyniki | Stypulacje | Czas  |
| ---------------------------------- | --- | --- | ----- |
| 1                                  | Rikishi pokonał Chrisa Benoit przez dtskwalifikację | Ćwierćfinał turnieju King of the Ring | 3:25  |
| 2                                  | Val Venis (z Trish Stratus) pokonał Eddiego Guerrero (z Chyną) | Ćwierćfinał turnieju King of the Ring | 8:04  |
| 3                                  | Crash Holly pokonał Bull Buchanana | Ćwierćfinał turnieju King of the Ring | 4:07  |
| 4                                  | Kurt Angle defeated Chrisa Jericho | Ćwierćfinał turnieju King of the Ring | 9:50  |
| 5                                  | Edge i Christian pokonali Too Cool (Grand Master Sexaya i Scotty 2 Hotty’ego) (c), The Hardy Boyz (Jeffa Hardy’ego i Matta Hardy’ego) (z Litą) i T & A (Alberta i Testa) (z Trish Stratus) | Fatal 4-Way elimination match o WWF Tag Team Championship | 14:11 |
| 6                                  | Rikishi pokonał Val Venisa (z Trish Stratus) | Półfinał turnieju King of the Ring | 3:15  |
| 7                                  | Kurt Angle pokonał Crasha Holly’ego | Półfinał turnieju King of the Ring | 3:58  |
| 8                                  | Pat Patterson (c) vs. Gerald Brisco zakończyła się po tym jak Crash Holly przypiął Pattersona                                                                                              | Hardcore Evening gown match o WWF Hardcore Championship | 3:07  |
| 9                                  | D-Generation X (Tori, Road Dogg i X-Pac) pokonali The Dudley Boyz (Bubba Raya i D-Vona) | Handicap Tables Dumpster match | 9:45  |
| 10                                 | Kurt Angle pokonał Rikishiego | Finał turnieju King of the Ring | 5:56  |
| 11                                 | The Rock i The Brothers of Destruction (Kane i The Undertaker) pokonali The McMahon-Helmsley Faction (Mr. McMahona, Shane’a McMahona i Triple H’a (c)) (z Stephanie McMahon-Helmsley)      | Six-man tag team match o WWF Championship Jeśli Triple H, Shane lub Vince zostanie przypięty lub poddany, Triple H straci tytuł na rzecz tego, który zdobył przypięcie lub poddanie. | 17:54 |
| (c) – mistrz/mistrzyni przed walką | | |       |

1. ↑  The Rock zdobył mistrzostwo przypinając Mr. McMahona.

Fatal 4-Way elimination match o World Tag Team Championship
| Nr. eliminacji | Wrestler           | Tag team         | Wyeliminowany przez | Sposób eliminacji                                        | Czas             |
| -------------- | ------------------ | ---------------- | ------------------- | -------------------------------------------------------- | ---------------- |
| 1              | Test               | T & A            | Matta Hardy’ego     | Przypięty po otrzymaniu Swanton Bomb od Jeffa Hardy’ego  | 05:17            |
| 2              | Matt Hardy         | The Hardy Boyz   | Christiana          | Przypięty po otrzymaniu Impaler                          | 05:33            |
| 3              | Grand Master Sexay | Too Cool (c)     | Edge’a              | Przypięty po uderzeniu przez Christiana jednym z tytułów | 16:43            |
| Zwycięzcy:     | Edge i Christian   | Edge i Christian | Edge i Christian    | Edge i Christian                                         | Edge i Christian |

### 2001
King of the Ring (2001) – gala wrestlingu wyprodukowana przez World Wrestling Federation (WWF). Odbyła się 24 czerwca 2001 w Continental Airlines Arena w East Rutherford w stanie New Jersey. Emisja była przeprowadzana na żywo w systemie pay-per-view. Była to dziewiąta gala w chronologii cyklu King of the Ring.
Podczas gali odbyło się osiem walk, w tym jedna będąca częścią niedzielnej tygodniówki Sunday Night Heat. W walce wieczoru Stone Cold Steve Austin pokonał Chrisa Benoit i Chrisa Jericho i obronił WWF Championship. Oprócz tego Edge pokonał Kurta Angle’a i wygrał turniej King of the Ring (2001).
| Nr                                                                                            | Wyniki                                                                    | Stypulacje                                         | Czas  |
| --------------------------------------------------------------------------------------------- | ------------------------------------------------------------------------- | -------------------------------------------------- | ----- |
| 1H                                                                                            | Matt Hardy (c) (z Litą) pokonał Justina Credible                          | Singles match o WWF European Championship          | 7:03  |
| 2                                                                                             | Kurt Angle pokonał Christiana                                             | Półfinał turnieju King of the Ring                 | 8:51  |
| 3                                                                                             | Edge pokonał Rhyno                                                        | Półfinał turnieju King of the Ring                 | 10:20 |
| 4                                                                                             | The Dudley Boyz (Bubba Ray i D-Von) (c) pokonali Kane’a i Spike’a Dudleya | Tag team match o WWF Tag Team Championship         | 8:24  |
| 5                                                                                             | Edge pokonał Kurta Angle’a                                                | Finał turnieju King of the Ring                    | 10:20 |
| 6                                                                                             | Jeff Hardy (c) pokonał X-Paca                                             | Singles match o WWF Light Heavyweight Championship | 7:10  |
| 7                                                                                             | Kurt Angle pokonał Shane’a McMahona                                       | Street Fight                                       | 25:58 |
| 8                                                                                             | Stone Cold Steve Austin (c) pokonał Chrisa Benoit i Chrisa Jericho        | Triple threat match o WWF Championship             | 27:52 |
| (c) – mistrz/mistrzyni przed walkąH – walka była transmitowana przed PPV na Sunday Night Heat |                                                                           |                                                    |       |

### 2002
King of the Ring (2002) – gala wrestlingu wyprodukowana przez World Wrestling Entertainment (WWE). Odbyła się 23 czerwca 2002 w Nationwide Arena w Columbus w stanie Ohio. Emisja była przeprowadzana na żywo w systemie pay-per-view. Była to dziesiąta gala w chronologii cyklu King of the Ring.
Podczas gali odbyło się dziewięć walk, w tym jedna będąca częścią niedzielnej tygodniówki Sunday Night Heat. W walce wieczoru The Undertaker pokonał Triple H’a i obronił WWE Undisputed Championship. Oprócz tego Brock Lesnar pokonał Roba Van Dama i wygrał turniej King of the Ring (2002) oraz został pretendentem do WWE Undisputed Championship na SummerSlam.
| Nr                                                                                            | Wyniki                                                                       | Stypulacje                                                                                           | Czas  |
| --------------------------------------------------------------------------------------------- | ---------------------------------------------------------------------------- | --- | ----- |
| 1H                                                                                            | The Hardy Boyz (Jeff Hardy i Matt Hardy) pokonali Ravena i Stevena Richardsa | Tag team match                                                                                       | 6:02  |
| 2                                                                                             | Rob Van Dam pokonał Chrisa Jericho                                           | Półfinał turnieju King of the Ring                                                                   | 8:51  |
| 3                                                                                             | Brock Lesnar (z Paulem Heymanem) pokonał Testa                               | Półfinał turnieju King of the Ring                                                                   | 10:20 |
| 4                                                                                             | Jamie Noble (z Nidią) pokonał The Hurricane (c)                              | Singles match o WWE Cruiserweight Championship                                                       | 11:58 |
| 5                                                                                             | Ric Flair pokonał Eddiego Guerrero                                           | Singles match                                                                                        | 17:00 |
| 6                                                                                             | Molly Holly pokonała Trish Stratus (c)                                       | Singles match o WWE Women’s Championship                                                             | 5:05  |
| 7                                                                                             | Kurt Angle pokonał Hollywood Hulka Hogana                                    | Singles match                                                                                        | 12:05 |
| 8                                                                                             | Brock Lesnar (z Paulem Heymanem) pokonał Roba Van Dama                       | Finał turnieju King of the Ring wyłaniający pretendenta do WWE Undisputed Championship na SummerSlam | 5:36  |
| 9                                                                                             | The Undertaker (c) pokonał Triple H’a                                        | Singles match o WWE Undisputed Championship                                                          | 23:00 |
| (c) – mistrz/mistrzyni przed walkąH – walka była transmitowana przed PPV na Sunday Night Heat |                                                                              | |       |

### 2015
King of the Ring (2015) – gala wrestlingu wyprodukowana przez World Wrestling Entertainment (WWE). Odbyła się 28 kwietnia 2015 w iWireless Center w Moline w stanie Illinois i była transmitowana ekskluzywnie na WWE Network. Była to jedenasta gala w chronologii cyklu King of the Ring.
Podczas gali odbyły się trzy walki, które były półfinałami i finałem turnieju King of the Ring w 2015 roku. Turniej wygrał Bad News Barrett, który pokonał Neville’a, w półfinale walczyli również Sheamus, który przegrał z Neville’em i R-Truth, który został pokonany przez Bad News Barretta.
| Nr                                 | Wyniki                             | Stypulacje                         | Czas |
| ---------------------------------- | ---------------------------------- | ---------------------------------- | ---- |
| 1                                  | Neville pokonał Sheamusa           | Półfinał turnieju King of the Ring | 5:43 |
| 2                                  | Bad News Barrett pokonał R-Trutha  | Półfinał turnieju King of the Ring | 4:37 |
| 3                                  | Bad News Barrett pokonał Neville’a | Finał turnieju King of the Ring    | 7:10 |
| (c) – mistrz/mistrzyni przed walką |                                    |                                    |      |